# Jacki Weaver
Jacqueline Ruth "Jacki" Weaver (Sydney, Austràlia, 25 de maig de 1947) és una actriu australiana, coneguda per haver interpretat a Janine Cody en la pel·lícula Animal Kingdom.

## Biografia
És filla d'Arthur Weaver i Edith Simpson, té un germà Rod Weaver.
El 12 de novembre de 1965 es va casar amb el director David Price, no obstant això el matrimoni es va acabar el 1970.
Als 21 anys va tenir una aventura amb John Walters, un home casat. La parella va tenir un fill, Dylan Walters, el 1969, que va patir un tumor benigne el qual va requerir de diverses operacions.
El 1970 Jacki va començar a sortir amb el director Richard Wherrett malgrat saber que era homosexual. Jacki va quedar embarassada no obstant això va sofrir un avortament involuntari; la parella finalment va acabar el 1975 però van seguir sent amics fins a la mort de Richard el 2001, a qui Jacki considera l'"amor de la seva vida".
El 1975 es va casar amb el seu segon marit l'operador Max Hensser, però el matrimoni va acabar poc després.
Mentre era editora al "Sydney Sun" Jacki va conèixer al presentador Derryn Hinch, no obstant això van acabar quan Derryn va començar a sortir amb altres dones. La parella finalment es va reunir i es van casar el 1983 no obstant això es van divorciar el 1996 després que Jacki l'enganyés amb un altre home i l'abandonés. La parella es va casar novament el 1997 no obstant això es van divorciar el 1998.
El 2002 va començar a sortir amb l'actor sud-africà Sean Taylor, la parella es va casar el 2003. A causa d'aquesta relació Jacki és madrastra de Rose Benjamin-Taylor i Barbara Benjamin-Taylor, filles de Sean amb la seva exesposa.

## Carrera
Weaver va aparèixer al programa de música australiana "Bandstand".
El 1964 Jacki, al costat de diversos cantants australians com The Delltones i Bryan Davies, va interpretar diverses cançons en el teatre Palace entre elles «Gadget» interpretada per Weaver.
El 1967 va aparèixer per primera vegada en la sèrie Homicide on va interpretar a Kay Thomas en l'episodi "Crocodile Crocodile"; aquest mateix any va interpretar a Jill Henderson en "The Dear One" i a Petra Kendrix en "Love Is on a Silver Chain". El 1969 va aparèixer dues vegades en la sèrie interpretant a Annette Bishop en l'episodi "Birds of Prey" i a Wilma Steiner durant l'episodi "Smiling Joe". El 1970 va donar vida a Vicki Gaye en "The Sound of Money". El 1972 a Sue Ryan en "Second Time Lucky" i el 1973 a Anne Johnson en "The Pursuit". Finalment la seva última aparició va ser el 1977 on va interpretar a Hettie en l'episodi "The Last Task".
El 1969 va interpretar Thea Kemp en un episodi de la sèrie Division 4, finalment va fer la seva última aparició en la sèrie el 1973 quan va interpretar Val Smith durant l'episodi "Big Bad John".
El 1971 va interpretar Gail Hemming i Lindy Robinson en dos episodis diferents de la sèrie Matlock Police; posteriorment va tornar a aparèixer en la sèrie interpretant Trudy Morton en l'episodi "Gary" el 1975 i a Kathy Marcus en l'episodi "Johnny Come Home" el 1976.
El 1975 es va unir a l'elenc de la pel·lícula Pícnic at Hanging Rock on va interpretar Minnie; aquell mateix any va interpretar Sandy en la sèrie The Last of the Australians. Un any després va tornar a aparèixer en la sèrie interpretant Gillie en l'episodi "The Cook House Tapis".
El 2007 va interpretar Aileen Blakely en la pel·lícula Hamer Bay i el 2009 va aparèixer com convidada en la sèrie Satisfaction on va interpretar Gillian, mare de Mel (Madeleine West) i Sean (Dustin Clare).

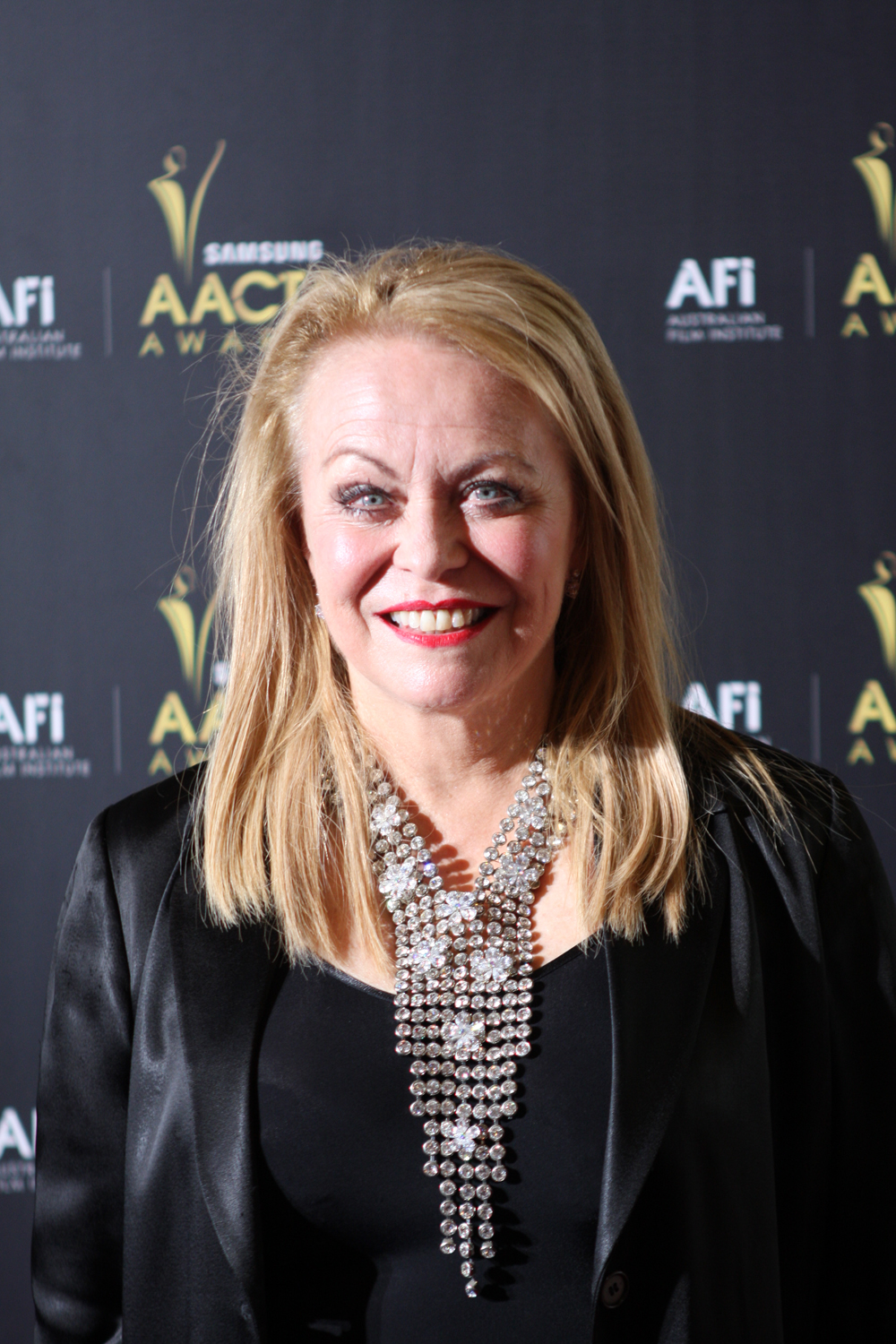
Weaver durant el lliurament dels premis AACTA a Austràlia (2012).

El 2010 va aparèixer en la pel·lícula Animal Kingdom on va interpretar Janine "Smurf" Cody, una dona amb tres fills sociopàtics Craig Cody (Sullivan Stapleton), Darren Cody (Luke Ford) i Joshua "J" Cody (James Frecheville).
El 2012 va aparèixer la pel·lícula The Five-Year Engagement on va interpretar Sylvia Dickerson-Barnes, la mare de Violet Barnes (Emily Blunt). Aquest any va aparèixer també en La part positiva de les coses personificant a Dolores Solitano, mare de Pat Solitano Jr. (Bradley Cooper).
El 2013 es va anunciar que Jacki s'uniria al pilot de la nova sèrie estatunidenca The McCarthys on interpretaria a Marjorie McCarthy, l'amorosa matriarca de la família. Aquell mateix any es va anunciar que s'havia unit a l'elenc de Com reines on donaria vida a Ethel Trout i a l'elenc de la sèrie Gracepoint.
El 2014 va aparèixer en la pel·lícula Reclaim on va interpretar a la propietària d'una agència d'adopcions. L'agost de 2015 es va anunciar que formaria part de l'elenc principal d'una minisèrie política de sis parts The Secret City's on interpretaria a la senadora Catriona Bailey.
Al febrer del 2016 es va anunciar que Jacki s'havia unit a l'elenc de la pel·lícula The Man Who Would Be Polka King. Al juny del mateix any es va anunciar que s'havia unit a l'elenc de la pel·lícula Small Crimes.

## Filmografia

### Cinema
| Any  | Títol                                                   | Personatge              | Notes |
| ---- | ------------------------------------------------------- | ----------------------- | ----- |
| 1967 | The Schoolmistress                                      |                         |       |
| 1971 | Stork                                                   | Anna                    |       |
| 1973 | Alvin Purple                                            | Dona                    |       |
| 1974 | Petersen                                                | Susie Petersen          |       |
| 1975 | The Removalists                                         | Marilyn Carter          |       |
| 1975 | Picnic at Hanging Rock                                  | Minnie                  |       |
| 1975 | Polly My Love                                           | Polly                   |       |
| 1976 | Caddie                                                  | Josie                   |       |
| 1976 | Do I Have to Kill My Child?                             | -                       |       |
| 1982 | Squizzy Taylor                                          | Dolly                   |       |
| 1983 | Abra Cadabra                                            | Primrose Buttercup      |       |
| 1987 | The Perfectionist                                       | Barbara Gunn            |       |
| 1996 | Cosi                                                    | Cherry                  |       |
| 1997 | The Two-Wheeled Time Machine                            | Alice (adulta)          | curt  |
| 2007 | Hammer Bay                                              | Aileen Blakely          |       |
| 2008 | Three Blind Mice                                        | Bernie                  |       |
| 2009 | Early Checkout                                          | Netejadora              | curt  |
| 2010 | Summer Coda                                             | Jen                     |       |
| 2010 | Animal Kingdom                                          | Janine "Smurf" Cody     |       |
| 2011 | Lois                                                    | -                       | curt  |
| 2012 | La part positiva de les coses (Silver Linings Playbook) | Dolores Solitano        |       |
| 2012 | The Five-Year Engagement                                | Sylvia Dickerson-Barnes |       |
| 2013 | Frank or Francis                                        | -                       |       |
| 2013 | Labor Day                                               | -                       |       |
| 2013 | Haunt                                                   | Janet Morello           |       |
| 2013 | Parkland                                                | Marguerite Oswald       |       |
| 2013 | Stoker                                                  | Gwendolyn "Gin" Stoker  |       |
| 2014 | Six Dance Lessons in Six Weeks                          | Irene Mossbecker        |       |
| 2014 | Reclaim                                                 | Reigert                 |       |
| 2014 | Maya the Bee Movie                                      | Buzzlina Von Beena      |       |
| 2014 | Florence Has Left the Building                          | Florence                | curt  |
| 2014 | The King of the Castle                                  | -                       |       |
| 2014 | Com reines                                              | Ethel Trout             |       |
| 2014 | Màgia a la llum de la lluna (Magic in the Moonlight)    | -                       |       |
| 2014 | The Voices                                              | -                       |       |
| 2015 | Goldstone                                               | Major                   |       |
| 2015 | Equals                                                  | Bess                    |       |
| 2015 | Zeroville                                               | Dotty                   |       |
| 2015 | Last Cab to Darwin                                      | Dra. Farmer             |       |
| 2016 | Sister Cities                                           | Mary Baxter             |       |
| 2016 | The Olive Sisters                                       | Joy                     |       |
| 2017 | The Disaster Artist                                     | Carolyn Minnott         |       |
| 2017 | Small Crimes                                            |                         |       |
| 2017 | The Man Who Would Be Polka King                         | Barb                    | -     |

### Sèries de televisió
| Any            | Títol                            | Personatge        | Notes                                    |   |
| -------------- | -------------------------------- | ----------------- | ---------------------------------------- | - |
| 1966           | Wandjina!                        | -                 |                                          |   |
| 1969           | Riptide                          | Liz               | episodi "Brethren Island"                |   |
| 1970           | Woobinda, Animal Doctor          | -                 | episodi "Chocolate, Cherry or Pistachio" |   |
| 1971           | Spyforce                         | Elaine Harrison   | episodi "The Volunteers: Part 1"         |   |
| 1971 - 1973    | The Comedy Game                  | -                 | 2 episodis                               |   |
| 1972           | Catwalk                          | Rock Wilson       | episodi "A Life in the Day Of"           |   |
| 1973           | Division 4                       | Val Smith         | episodi "Big Bad John"                   |   |
| 1974           | Silent Number                    | Anne              | episodi "The Final Silence"              |   |
| 1975           | The Seven Ages of Man            | -                 | episodi "The Justice"                    |   |
| 1976           | Alvin Purple                     | Emily             | -                                        |   |
| 1976           | Rush                             | Yvette Precot     | episodi "A Shilling a Day"               |   |
| 1976           | The Last of the Australians      | Gillie            | episodi "The Cook House Tapis"           |   |
| 1976           | Matlock Police                   | Kathy Marcus      | episodi "Johnny Come Home"               |   |
| 1977           | Homicide                         | Hettie            | episodi "The Last Task"                  |   |
| 1977           | The Dick Emery Show in Australia | Varis             | -                                        |   |
| 1980           | Trial by Marriage                | Joan              | -                                        |   |
| 1980           | Water Under the Bridge           | Maggie McGhee     | 8 episodis                               |   |
| 1980           | Up the Convicts                  | -                 | -                                        |   |
| 1981           | Tickled Pink                     | -                 | 2 episodis                               |   |
| 1986           | The Challenge                    | Rasa Bertrand     | minisèrie                                |   |
| 1988           | House Rules                      | Julie Buckley     | episodi "The Honourable Housewife"       |   |
| 2009           | Satisfaction                     | Gillian           | 2 episodis                               |   |
| 2013           | Super Fun Night                  | Pamela Boubier    | episodi "Engagement Party"               |   |
| 2014           | Gracepoint                       | Susan Wright      | 10 episodis                              |   |
| 2014           | The McCarthys                    | Marjorie McCarthy | episodi "Unaired Pilot"                  |   |
| 2015 - present | Blunt Talk                       | Rosalie Winter    | 20 episodis                              |   |
| 2016 - present | Secret City                      | Catriona Bailey   | 12 episodis - minisèrie                  | - |

## Presentadora i panelista
| Any                       | Programa                                | Notes                                                        |
| ------------------------- | --------------------------------------- | ------------------------------------------------------------ |
| 1977                      | Blankety Blanks                         | panelista                                                    |
| 1996                      | Gal·la Re-Opening of the Regent Theatre | obra                                                         |
| 2008                      | The Singing Bee                         | concursant - episodi "The Celebrity Singing Bee: Girl Power" |
| 2010                      | The Circle                              | presentadora                                                 |
| 2011 Samsung AACTA Awards | presentadora                            |                                                              |
| 2012                      | Q&A                                     | panelista - episodi "Barry Humphries joins Q&A"              |